# St. Johns (condado de Apache)
St. Johns es una ciudad ubicada en el condado de Apache en el estado estadounidense de Arizona. En el censo de 2010 tenía una población de 3480 habitantes y una densidad poblacional de 126,45 personas por km².

## Geografía
St. Johns se encuentra ubicada en las coordenadas 34°30′7″N 109°22′18″O / 34.50194, -109.37167. Según la Oficina del Censo de los Estados Unidos, St. Johns tiene una superficie total de 27,52 km², de la cual 27,52 km² corresponden a tierra firme y (0%) 0 km² es agua.

## Demografía
Según el censo de 2010, había 3480 personas residiendo en St. Johns. La densidad de población era de 126,45 hab./km². De los 3480 habitantes, St. Johns estaba compuesto por el 82,61% blancos, el 0,14% eran afroamericanos, el 5,34% eran amerindios, el 0,26% eran asiáticos, el 0,03% eran isleños del Pacífico, el 7,33% eran de otras razas y el 4,28% pertenecían a dos o más razas. Del total de la población el 25,26% eran hispanos o latinos de cualquier raza.